# Andrian Kraev
Andrian Bojkov Kraev (in bulgaro Андриан Бойков Краев?; Vraca, 14 febbraio 1999) è un calciatore bulgaro, centrocampista dell'Hapoel Tel Aviv e della nazionale bulgara.

## Biografia
Fa parte di una famiglia di calciatore in quanto è figlio di Bojko e fratello di Božidar Kraev, anch'essi calciatori.

## Carriera

### Club
Ha militato nelle serie inferiori del calcio bulgaro per la prima parte della sua carriera. Il 3 ottobre 2020 ha debuttato nella massima divisione bulgara, giocando con il Levski Sofia l'incontro pareggiato per 0-0 contro il Botev Vraca.

### Nazionale
Il 9 giugno 2022 ha esordito con la nazionale bulgara, giocando l'incontro pareggiato per 1-1 contro Gibilterra, valido per la UEFA Nations League 2022-2023.

## Statistiche

### Presenze e reti nei club
Statistiche aggiornate al 2 giugno 2022.
| Stagione        | Squadra         | Campionato      | Campionato | Campionato | Coppe nazionali | Coppe nazionali | Coppe nazionali | Coppe continentali | Coppe continentali | Coppe continentali | Altre coppe | Altre coppe | Altre coppe | Totale | Totale |
| Stagione        | Squadra         | Comp            | Pres       | Reti       | Comp            | Pres            | Reti            | Comp               | Pres               | Reti               | Comp        | Pres        | Reti        | Pres   | Reti   |
| --------------- | --------------- | --------------- | ---------- | ---------- | --------------- | --------------- | --------------- | ------------------ | ------------------ | ------------------ | ----------- | ----------- | ----------- | ------ | ------ |
| 2016-2017       | Botev Vraca     | 2L              | 3          | 0          | CB              | 1               | 0               |                    | -                  | -                  |             | -           | -           | 4      | 0      |
| 2017-2018       | Hebăr Pazardžik | 3L              | ?          | ?          |                 | -               | -               |                    | -                  | -                  |             | -           | -           | ?      | ?      |
| 2018-2019       | Hebăr Pazardžik | 3L              | ?          | ?          | CB              | 0               | 0               |                    | -                  | -                  |             | -           | -           | ?      | ?      |
| 2019-2020       | Hebăr Pazardžik | 2L              | 19         | 2          | CB              | 1               | 0               |                    | -                  | -                  |             | -           | -           | 20     | 2      |
| ago.-set. 2020  | Hebăr Pazardžik | 2L              | 5          | 3          | CB              | -               | -               |                    | -                  | -                  |             | -           | -           | 5      | 3      |
| 2020-2021       | Levski Sofia    | 1L              | 8+5        | 0          | CB              | 0               | 0               |                    | -                  | -                  |             | -           | -           | 13     | 0      |
| 2021-2022       | Levski Sofia    | 1L              | 22+5       | 2+0        | CB              | 6               | 0               |                    | -                  | -                  |             | -           | -           | 33     | 2      |
| Totale carriera | Totale carriera | Totale carriera | 67         | 7          |                 | 8               | 0               |                    | -                  | -                  |             | -           | -           | 75     | 7      |

### Cronologia presenze e reti in nazionale
| Cronologia completa delle presenze e delle reti in nazionale ― Bulgaria | Cronologia completa delle presenze e delle reti in nazionale ― Bulgaria | Cronologia completa delle presenze e delle reti in nazionale ― Bulgaria | Cronologia completa delle presenze e delle reti in nazionale ― Bulgaria | Cronologia completa delle presenze e delle reti in nazionale ― Bulgaria | Cronologia completa delle presenze e delle reti in nazionale ― Bulgaria | Cronologia completa delle presenze e delle reti in nazionale ― Bulgaria | Cronologia completa delle presenze e delle reti in nazionale ― Bulgaria |
| Data                                                                    | Città                                                                   | In casa                                                                 | Risultato                                                               | Ospiti                                                                  | Competizione                                                            | Reti                                                                    | Note                                                                    |
| ----------------------------------------------------------------------- | ----------------------------------------------------------------------- | ----------------------------------------------------------------------- | ----------------------------------------------------------------------- | ----------------------------------------------------------------------- | ----------------------------------------------------------------------- | ----------------------------------------------------------------------- | ----------------------------------------------------------------------- |
| 9-6-2022                                                                | Gibilterra                                                              | Gibilterra                                                              | 1 – 1                                                                   | Bulgaria                                                                | UEFA Nations League 2022-2023 - 1º turno                                | -                                                                       | 60’                                                                     |
| 12-6-2022                                                               | Tbilisi                                                                 | Georgia                                                                 | 0 – 0                                                                   | Bulgaria                                                                | UEFA Nations League 2022-2023 - 1º turno                                | -                                                                       |                                                                         |
| 20-6-2023                                                               | Razgrad                                                                 | Bulgaria                                                                | 1 – 1                                                                   | Serbia                                                                  | Qual. Euro 2024                                                         | -                                                                       |                                                                         |
| 7-9-2023                                                                | Plovdiv                                                                 | Bulgaria                                                                | 0 – 1                                                                   | Iran                                                                    | Amichevole                                                              | -                                                                       | 68’                                                                     |
| 10-9-2023                                                               | Podgorica                                                               | Montenegro                                                              | 2 – 1                                                                   | Bulgaria                                                                | Qual. Euro 2024                                                         | -                                                                       | 64’                                                                     |
| 14-10-2023                                                              | Sofia                                                                   | Bulgaria                                                                | 0 – 2                                                                   | Lituania                                                                | Qual. Euro 2024                                                         | -                                                                       | 21’, 42’                                                                |
| 17-10-2023                                                              | Tirana                                                                  | Albania                                                                 | 2 – 0                                                                   | Bulgaria                                                                | Amichevole                                                              | -                                                                       | 86’                                                                     |
| 19-11-2023                                                              | Leskovac                                                                | Serbia                                                                  | 2 – 2                                                                   | Bulgaria                                                                | Qual. Euro 2024                                                         | -                                                                       | 77’                                                                     |
| 15-11-2024                                                              | Lussemburgo                                                             | Lussemburgo                                                             | 0 – 1                                                                   | Bulgaria                                                                | UEFA Nations League 2024-2025 - 1º turno                                | 1                                                                       | 83’                                                                     |
| 18-11-2024                                                              | Sofia                                                                   | Bulgaria                                                                | 1 – 1                                                                   | Bielorussia                                                             | UEFA Nations League 2024-2025 - 1º turno                                | -                                                                       |                                                                         |
| 20-3-2025                                                               | Plovdiv                                                                 | Bulgaria                                                                | 1 – 2                                                                   | Irlanda                                                                 | UEFA Nations League 2024-2025 - Play-off                                | -                                                                       | 59’ 85’                                                                 |
| 6-6-2025                                                                | Plovdiv                                                                 | Bulgaria                                                                | 2 – 2                                                                   | Cipro                                                                   | Amichevole                                                              | -                                                                       | 74’ 84’                                                                 |
| 10-6-2025                                                               | Heraklion                                                               | Grecia                                                                  | 4 – 0                                                                   | Bulgaria                                                                | Amichevole                                                              | -                                                                       | 79’                                                                     |
| Totale                                                                  |                                                                         | Presenze                                                                | 13                                                                      |                                                                         | Reti                                                                    | 1                                                                       |                                                                         |

## Palmarès

### Club

#### Competizioni nazionali
- Coppa di Bulgaria: 1

Levski Sofia: 2021-2022